# Campsicnemus cinctipus
Campsicnemus cinctipus är en tvåvingeart som beskrevs av Harmston 1968. Campsicnemus cinctipus ingår i släktet Campsicnemus och familjen styltflugor.
Artens utbredningsområde är Northwest Territories, Kanada. Inga underarter finns listade i Catalogue of Life.